# Benny Lynch
Benny John Lynch (* 2. April 1913 in Glasgow, Schottland; † 6. August 1946 ebenda) war ein britischer Boxer im Fliegengewicht.

## Werdegang
Benny Lynch wuchs in ärmlichen Verhältnissen in den Gorbals, einem Einwandererviertel im Süden Glasgows, auf. Dort wurde er von dem Buchmacher Sammy Wilson entdeckt, der ihn in seinem neu eröffneten Boxclub mittrainieren ließ und fortan betreute. Nach einigen Kämpfen als Amateur wurde Lynch 1931 an seinem achtzehnten Geburtstag Profiboxer. Durch einen Sieg gegen den Titelverteidiger Jim Campbell holte er sich am 16. Mai 1934 in Glasgow den schottischen Meistertitel im Fliegengewicht.
Im Laufe des Jahres 1934 besiegte er mit Carlo Cavagnoli, Valentin Angelmann und Pedro Ruiz nacheinander die Meister Italiens, Frankreichs und Spaniens. Diese Siege lenkten die Aufmerksamkeit der Boxöffentlichkeit auf ihn, so dass es am 4. März 1935 in Glasgow zu einem ersten Aufeinandertreffen mit dem englischen Weltmeister Jackie Brown kam. Dieser Nichttitelkampf endete unentschieden. Doch bereits ein halbes Jahr später, am 9. September 1935, holte sich Benny Lynch in Manchester durch KO in der zweiten Runde sowohl den NBA-Weltmeistertitel als auch den britischen Meistertitel im Fliegengewicht von Brown. Er wurde damit der erste schottische Weltmeister der Boxgeschichte und der triumphale Empfang am Bahnhof Glasgow Central brachte bei seiner Rückkehr den gesamten Verkehr in seiner Heimatstadt zum Erliegen.
Ein Jahr später, am 16. September 1936, verteidigte Benny Lynch im Glasgower Shawfield Stadium seine beiden Titel gegen den Amateur-Europameister von 1934, Patrick Palmer, der 1935 eine Profikarriere begonnen hatte. Mit diesem Sieg erwarb er auch den Titel der International Boxing Union im Fliegengewicht. Die uneingeschränkte Anerkennung in den Vereinigten Staaten wurde Lynch jedoch erst zuteil, nachdem er den philippinischen NYSAC-Titelträger Small Montana am 19. Januar 1937 im Empire Pool, der heutigen Wembley Arena, nach Punkten besiegt hatte.
Am 13. Oktober 1937 besiegte er im Glasgower Shawfield Stadium vor 40.000 Zuschauern auch den ungeschlagenen und ebenfalls sehr schlagstarken Engländer Peter Kane durch KO und verteidigte damit seinen britischen Meistertitel.
Hatte Lynch zunächst noch zum Alkohol gegriffen, um seinen Migräneattacken zu begegnen, so genoss er es jetzt, im Mittelpunkt der Aufmerksamkeit zu stehen und war sehr häufig in Glasgower Kneipen anzutreffen. Dabei vernachlässigte er auch sein Training und nahm an Gewicht zu. Dies führte dazu, dass er vor seinem WM-Kampf gegen den US-Amerikaner Jackie Jurich am 29. Juni 1938 das Gewichtslimit überschritt und daraufhin seinen Titel kampflos abgeben musste. Neuer Weltmeister wurde Peter Kane, der Jackie Jurich am 22. September 1938 in dem Kampf um den vakanten Titel besiegte.
Lynch wechselte daraufhin ins Bantamgewicht, die nächsthöhere Gewichtsklasse. Dort erlitt er innerhalb einer Woche zwei Niederlagen, die letzte davon durch den einzigen KO seiner Karriere gegen den rumänischen Europameister Aurel Toma am 3. Oktober 1938 in London. Da er in diesem Kampf keinen einzigen Treffer landen konnte, entzog ihm der britische Verband die Boxerlizenz. Lynch hörte mit 25 Jahren aufgrund immer weiter wachsender Alkoholprobleme ganz mit dem Boxen auf. Seine Whiskysucht finanzierte er zunächst noch durch den Verkauf seiner Boxtrophäen, später war er als Bettler in den Straßen der Gorbals unterwegs. Seine Ehe ging in die Brüche und als seine Mutter starb, wurde Lynch auch noch obdachlos. Er verstarb 1946 im Alter von 33 Jahren im Southern General Hospital von Glasgow an den Folgen einer Lungenentzündung, die durch Unterernährung und Alkoholismus verursacht worden war. Seine Witwe Anne wanderte 1966 mit den beiden Söhnen, John James (1936–1970) und Robert, nach Kanada aus.
Das Ring Magazine bewertet ihn als fünftbesten Fliegengewichtler und besten schottischen Boxer aller Zeiten. 1998 wurde er in die International Boxing Hall of Fame aufgenommen, 2002 in die Scottish Sports Hall of Fame.

## Künstlerische Verarbeitung
Der schottische Folksänger Matt McGinn widmete dem Boxer den Titel Benny Lynch. 1975 erschien das Theaterstück Benny Lynch, Scenes from a Short Life : a Play von Bill Bryden, das 1976 mit Mark McManus in der Rolle von Lynch für das Fernsehen verfilmt wurde. Von 1999 bis 2005 wurden mehrere Versuche unternommen, das Leben von Benny Lynch mit Robert Carlyle in der Hauptrolle zu verfilmen. Auch Bill Bryden strebte eine Neuverfilmung seines Theaterstücks von 1975 an. Die Umsetzung dieser Vorhaben wurde jedoch von den Anwälten der Verwandten Lynchs erfolgreich verhindert, die eine negative Darstellung des Boxers sowie seiner Witwe befürchteten und mit Klagedrohungen mögliche Geldgeber abschreckten.
Auf dem Cover des 1992 erschienenen Album Gallus der schottischen Rockband Gun ist ein Foto von Benny Lynch zu sehen.
Im Zuge der Umgestaltung des Glasgower Stadtviertels, aus dem Benny Lynch stammte, wurde im Jahr 2000 eine Straße zu Ehren des Sportlers Benny Lynch Court genannt.